# راندرس (الدنمارك)
راندرس هي بلدية في إقليم ميديولند في شبه جزيرة جوتلاند في وسط الدنمارك. تبلغ مساحة البلدية 748.21 كـم2 (288.89 ميل2) ويبلغ عدد سكانها 96559 نسمة (اعتبارًا من 1 أبريل 2014). رئيس البلدية منذ 1 يناير 2018 هو توربين هانسن، وهو عضو في الحزب الاشتراكي الديمقراطي. المدينة الرئيسية وموقع مجلسها البلدي هي مدينة راندرس.
البلدية هي جزء من منطقة الأعمال آرهوس ومنطقة شرق جوتلاند الحضرية والتي يبلغ عدد سكانها 1.378 مليون في عام 2016.